# بزی جان
بزیجان روستایی در دهستان باقرآباد بخش مرکزی شهرستان محلات استان مرکزی ایران است.
روستای بزیجان در غرب محلات واقع گردیده است، چنان به نظر می‌رسد که اهالی این روستا از منطقه دیگری به این روستا کوچ نموده باشند، پرورش و تولید گل در این روستا در حجم وسیع تری نسبت به سایر روستاهای محلات صورت می‌پذیرد. آب و هوای روستا نسبت به محلات خنک تر بوده و روستا به عنوان روستای ییلاقی در تابستان‌ها مورد استفاده مردم قرار می‌گیرد. در نزدیکی روستا سه روستای دیگر به نام‌های کوه سفید، سعادت آباد و امیرآباد بزیجان قرار دارد.
بزیجان (بزی جان) از سه روستای همجوار به نام‌های بزیجان، سعادت آباد، امیرآباد و کوه سفید تشکیل شده است که اعضای این سه روستا باهم قوم و خویش هستند.
در واقع افراد این سه روستا باهم قوم و خویش و فامیل هستند و چندین و چند فامیل بزرگ هستند و برای هم بستگی به کلیه افراد سه روستای بزیجان، سعادت آباد و امیرآباد بزیجانی (بوجونی) می‌گویند که باعث وحدت و همبستگی بیشتر آنها می‌شود.
در ایام محرم و به خصوص در روز عاشورا اعضای سه روستا در امامزاده یحیی بزیجان گرد هم برای عزاداری جمع می‌شوند.
مردم این سه روستا در تهران خیابان پیروزی دارای حسینیه ای بنام حسینه سیدالشهدا می‌باشند که به حسینیه بزیجانی‌های مقیم تهران نیز معروف است.
بزیجانی‌ها اغلب در کار پرورش گل و گیاه طبیعی و شاغل در بازار گل امام رضا هستند. بزیجانی‌ها و افراد حاضر در بازار گل گروهی به عنوان گل‌آرایی مردمی عتبات عالیات دارند که به صورت کاملاً مردمی و با اهدای گل به گل‌آرایی حرم‌های امامان و ائمه اطهار و زیارتگاها می‌پردازند.

## وجه تسمیه
دربارهٔ وجه تسمیه بزیجان گفته‌اند: «بزیجان از دوبخش بز+ ژان تشکیل شده است، معنی بز که آشکار است و ژان نیز در زبان باستان به معنای کوه است، کلمه ژان به دلیل نبود حرف ژ در زبان عربی و تأثیر فراوان عربی بر زبان ایرانیان بزژان تبدیل به بزجان شد و در اثر کثرت استعمال بزیجان شده است.

## جغرافیا
روستای بزیجان از توابع شهرستان محلات است و در ۴۵ کیلومتری شمال غربی محلات قرار دارد. روستای بزیجان از شرق با روستای عیسی آباد محلات، از غرب با روستاهای خمین و از شمال با روستاهای چنار و شانق اراک همجوار است. در سرشماری نفوس و مسکن سال ۱۳۸۵ جمعیت این روستا بالغ بر ۲۴۱ خانوار و ۹۵۲ نفر بوده است. اما در سالهای اخیر با مهاجرت گسترده جوانان روستا برای کاریابی به شهر اطراف جمعیت روستا به‌طور چشمگیری کاهش یافته است.

## مردم
مردم بزیجان به مانند روستاهای همجوار تماماً به زبان ترکی سخن می‌گویند و احتمالاً از ترکهایی هستند که در زمان صفویان به این مناطق کوچیده‌اند. شغل اصلی اهالی روستا دامداری و کشاورزی است.

### جمعیت
بر پایه سرشماری عمومی نفوس و مسکن در سال ۱۳۹۵ جمعیت این روستا ۴۱۶ نفر (۱۶۱خانوار) بوده است.

## کشاورزی
از مهم‌ترین محصولات زراعی روستا می‌توان به گل‌های شاخه ای[همچون لیلیوم، گلایل، مریم،رز ،زنبوری و..]، گردو، بادام، انگور و فرآورده‌های آن، گندم، لوبیا و سایر غلات اشاره کرد.
بزیجان تنها مرکز کشت بید قرمز در سراسر کشور است و بید قرمز این روستا به عنوان یک محصول بین‌المللی ثبت شده است، برداشت بید قرمز معمولاً هر ساله از اواسط آبان ماه آغاز و گاهی تا پایان اسفند ادامه می‌یابد، این محصول بیشتر به کشورهای حوضه اسکاندیناوی، هلند و ژاپن صادر می‌شود.

## گردشگری
- قلعه تاریخی بزیجان مربوط به دوره قاجار
- آستان مقدس حضرت امامزاده یحیی (ع)
- طبیعت بی نظیر و فوق‌العاده منطقه دربند
- پناهگاه حیات وحش هفتاد قله (بخش جنوبی)
- غار تاریخی آزادخان
- و جاذبه‌های طبیعی فراوان مانند کوچه باغ‌ها، سدها، باغات..

.

### ره آورد
نان محلی، باسلق، جوزقند، محصولات لبنی…